# Thomas Huckle Weller
Thomas Huckle Weller (Ann Arbor, 15 giugno 1915 – Needham, 23 agosto 2008) è stato un biologo statunitense, premio Nobel per la medicina nel 1954, insieme a  John Franklin Enders e Frederick Chapman Robbins, per aver coltivato in vitro il virus della poliomielite.